# Sirarpie Der Nersessian
Sirarpie Véronique Der Nersessian (armenisch Սիրարփի Միհրանի Տեր-Ներսեսյան Sirarpi Mihrani Ter-Nersessjan; * 5. September 1896 in Konstantinopel; † 5. Juli 1989 in Paris) war eine armenische Kunsthistorikerin, die auf armenische und byzantinische Kunst spezialisiert war. Sie war die erste Professorin für byzantinische Kunst und Archäologie an der Dumbarton Oaks Research Library and Collection und an der Harvard University.

## Biographie

### Flucht und Ausbildung
Sirarpie Der Nersessian war das jüngste von drei Kindern einer gutsituierten Familie aus der armenischen Minderheit Konstantinopels. Ein Onkel mütterlicherseits war Malachia Ormanian, Patriarch von Konstantinopel der Armenischen Apostolischen Kirche, der großen Einfluss auf sie hatte. Ihre Mutter Akabi starb, als sie neun, und der Vater Mihran, als sie 18 Jahre alt war, mitten im Ersten Weltkrieg. Sie machte Abschlüsse an der armenischen Yesayan Schule sowie der English High School in Konstantinopel. Schon in jungen Jahren sprach sie fließend Armenisch, Englisch und Französisch.
1915, auf dem Höhepunkt des Völkermordes an den Armeniern, floh Der Nersessian gemeinsam mit ihrer Schwester Arax und einer Tante über Bulgarien in die Schweiz. In Genf nahm sie ein Studium an der dortigen Universität auf, bis sie 1919 mit ihrer Schwester nach Paris ging. Dort wurde sie zum Studium an der Sorbonne zugelassen, wo sie bei den Byzantinisten Charles Diehl und Gabriel Millet sowie bei dem Kunsthistoriker Henri Focillon studierte. Da ihr Onkel 1918 in Konstantinopel gestorben war, musste sie ihr Studium selbst finanzieren. 1922 wurde sie Millets Assistentin und publizierte 1929 mit seiner Unterstützung einen ihrer ersten Artikel. Sie verfasste – wie damals vorgeschrieben – zwei Dissertationen, L'illustration du roman de Barlaam et Joasaph sowie eine Studie über armenische illuminierte Manuskripte aus dem späten Mittelalter. Ihre Recherchen im Mutterhaus des Mechitaristen auf San Lazzaro degli Armeni bei Venedig wurden dadurch erschwert, dass sie als Frau dort keinen uneingeschränkten Zugang erhielt. Nachdem die Arbeiten 1937 publiziert worden waren, wurden sie von der Académie des inscriptions et belles-lettres und der Revue des Études Grecques ausgezeichnet.

### Pionierin ihres Fachs
1930 ging Sirarpie Der Nersessian auf Anraten von Mentoren, die ihr intellektuelles Potential erkannt hatten, in die USA, um dort am Wellesley College in Massachusetts in Teilzeit zu unterrichten. 1934, nach der Fertigstellung ihrer Dissertationen, erhielt sie eine Vollzeitstelle als Professorin und wurde später Vorsitzende des Departments of Art History sowie Direktorin des zur Universität gehörigen Farnsworth Museums. Ab 1944/45 war sie an der Dumbarton Oaks Research Library and Collection tätig. Anschließend wurde sie zum Professor für byzantinische Kunst und Archäologie in Dumbarton Oaks und erhielt den Henri-Focillon-Professor-of-Byzantine-Art-and-Archaeology-Lehrstuhl, als erste und zudem einzige Frau in Harvard zu diesem Zeitpunkt. Von 1954 bis 1955 sowie von 1961 bis 1962 war sie in Dumbarton Oaks Abteilungsleiterin sowie Mitglied des Wissenschaftsrats. Zudem war sie Mitglied weiterer internationaler Institutionen wie der British Academy (1975), der Académie des inscriptions et belles-lettres (1978) und der Armenischen Nationalen Akademie der Wissenschaften (1966).
Sirarpie Der Nersessian begründete neue Maßstäbe der Disziplin der byzanistischen Kunstgeschichte und wies vor allem nach, dass armenische Kunst mehr war als lediglich deren Ableger. Sie galt als präzise und korrekt arbeitende Wissenschaftlerin. Sie war in mehrfacher Hinsicht eine Pionierin und Wegbereiterin: Sie war die erste Frau, die über byzantinische Kunst an einer Frauenuniversität las, die erste Frau, die im Collège de France in Paris Vorlesungen hielt, sowie die erste Frau, die ordentliche Professorin in Dumbarton Oaks und in Harvard wurde und die zweite, die von der Society of Antiquaries of London mit einer Goldmedaille geehrt wurde (1970). 1960 war sie darüber hinaus die erste Frau, die mit der Medaille des Ordens von Gregor dem Erleuchter vom Patriarchen der Armenischen Apostolischen Kirche, Wasgen I., ausgezeichnet wurde. 1947 erhielt sie von der American Association of University Women den Achievement Award.
Der Nersessian blieb bis zu ihrem Ruhestand 1963 in Dumbarton Oaks, wo sie gemeinsam mit ihrer Schwester, die von 1954 bis 1964 als Forschungsassistentin arbeitete, in einem Gebäude auf dem Gelände wohnte. Dann zogen die beiden Frauen nach Paris, und Sirarpie Der Nersessian hielt Vorlesungen an europäischen Universitäten. Als Dumberton Oaks 25-jähriges Bestehen feierte, hielt sie dort 1965 eine letzte Vorlesung zum Thema Scholarship in Byzantine Art and Archaeology, 1940–1965. Sie überließ ihre gesamte Bibliothek dem Matenadaran in Jerewan. Nach ihrem Tod im Jahre 1989 wurde zu ihren Ehren am Institut de Recherches sur les Miniatures Arméno-Byzantines in Paris der Fonds Sirarpie Der Nersessian für Geschichtsstudenten aus Armenien eingerichtet.

## Trivia
Sirarpie Der Nersessian blieb unverheiratet. In den meisten Jahren ihres Lebens lebte sie mit Frauen zusammen, mit einer Tante und mit ihrer Schwester, die sie zudem pflegte, als diese schwerkrank war. Bei einer Zusammenkunft wurde ihr die Frage gestellt: „Where is your husband?“, und sie antwortete: „I am the husband.“

## Publikationen
- Armenia and the Byzantine Empire. Cambridge, Massachusetts: Harvard University Press, 1945.
- Aght'amar: Church of the Holy Cross. Cambridge, Mass.: Harvard University Press, 1964.
- Armenian Manuscripts in the Walters Art Gallery. Baltimore: The Trustees, 1973.
- Armenian miniatures from Isfahan. Brussels: Les Editeurs d’Art Associés, 1986.
- The Armenians. New York: Praeger, 1969.
- L'Art arménien. Paris: Art européen. Publications filmées d'art et d'histoire, 1965.
- L'illustration du roman de Barlaam et Joasaph. Paris: de Boccard, 1937.
- Miniature Painting in the Armenian Kingdom of Cilicia from the Twelfth to the Fourteenth Century. Washington D.C.: Dumbarton Oaks Studies, 1993. Online: (eingeschränkte Vorschau in der Google-Buchsuche).